# سونگ کانگ هو
سونگ کانگ هو (کره‌ای: 송강호؛ زادهٔ ۱۷ ژانویه ۱۹۶۷)، یک بازیگر سینما و تئاتر اهل کره جنوبی است. او در سال ۱۹۹۶ برای اولین بار جلوی دوربین سینما قرار گرفت و به خاطر نقش آفرینی در فیلم‌هایی مانند خاطرات قتل، میزبان، راننده تاکسی و انگل تبدیل به یک چهره مطرح بین‌المللی شد.
در سال ۲۰۲۰ او در جایگاه ششم لیست ۲۵ بازیگر برتر قرن ۲۱ام روزنامه نیویورک تایمز قرار گرفت.
او برای بازی در فیلم دلال جایزه بهترین بازیگر مرد جشنواره کن ۲۰۲۲ را کسب کرد.

## فیلم‌شناسی
| سال  | نام فیلم                  | کارگردان         | نقش          |
| ---- | ------------------------- | ---------------- | ------------ |
| ۱۹۹۷ | ماهی سبز                  | لی چانگ دونگ     |              |
| ۱۹۹۷ | شماره ۳                   |                  | جو پیل       |
| ۲۰۰۳ | خاطرات قتل                | بونگ جون هو      | پارک دوو     |
| ۲۰۰۵ | بانوی انتقام              | آدمکش ۱          |              |
| ۲۰۰۶ | میزبان                    | بونگ جون هو      |              |
| ۲۰۰۷ | آفتاب پنهان               | لی چانگ دونگ     |              |
| ۲۰۰۷ | نمایش باید ادامه پیدا کند |                  |              |
| ۲۰۰۸ | خوب، بد، عجیب             | کیم جی-وون       |              |
| ۲۰۰۹ | عطش                       | پارک چان-ووک     |              |
| ۲۰۱۰ | سایه مرگ                  | جانگ هون         | مأمور لی     |
| ۲۰۱۳ | برف‌شکن                    | بونگ جون هو      |              |
| ۲۰۱۳ | چهره‌خوان                  | هان جه-ریم       |              |
| ۲۰۱۳ | وکیل مدافع                | هان جه-ریم       |              |
| ۲۰۱۶ | عصر سایه‌ها                | کیم جی-وون       | لی جونگ‌چول   |
| ۲۰۱۷ | راننده تاکسی              | جانگ هون         |              |
| ۲۰۱۸ | پادشاه مواد مخدر          | وو مین هو        | لی دو سام    |
| ۲۰۱۹ | انگل                      | بونگ جون-هو      | کیم کی تیک   |
| ۲۰۲۲ | دلال                      | هیروکازو کورئیدا | سانگ-هیون    |
| ۲۰۲۲ | اعلام وضعیت اضطراری       | هان جه ریم       | این هو       |
| ۲۰۲۳ | تار عنکبوت                | کیم جی-وون       | کارگردان کیم |